# Vico Equense 1958
L'ASD Vico Equense 1958 è stata principale società calcistica di Vico Equense (NA), Attualmente non è iscritto in nessun campionato calcistico.

## Storia

### Le origini
Tra il 1929 e il 1931 nasce a Vico Equense una società di calcio, l'Unione Sportiva Aequa, che sarebbe diventata la progenitrice della società "Città di Vico Equense". Nei decenni successivi, la squadra disputò campionati minori come quello organizzato dalla penisola sorrentina, nel quale non mancavano accesi derby con il Sorrento e il Capri. Fino al 1943 la squadra prese parte a questo campionato, che fu interrotto per gli avvenimenti bellici di quegli anni.

### La ricostruzione
Nel 1946, la squadra fu ricomposta in occasione della fine del 2° Conflitto Mondiale, anche se molto faticosamente. All'inizio la nuova squadra era composta prevalentemente da giovani della zona e fu iscritta al Campionato di 2ª Categoria. Pochi anni dopo, nel 1958, la società venne rifondata e prese la denominazione di "Acli Aequa", che fu iscritta al Campionato di 1ª Categoria. Da allora, grazie al supporto del Comune di Sorrento, la squadra poté disputare le proprie partite allo Stadio Italia, fino alla costruzione dell'impianto sportivo di Massaquano, avvenuta nel 1968.

### La promozione del '72
Nel 1971, in appena pochi mesi, al comando della società ci fu un avvicendamento che portò Raffaele Castellano ad essere il nuovo presidente. Castellano promise fin dall'inizio risultati migliori, che arrivarono nell'anno successivo: la squadra si classificò prima nel campionato di 1ª Categoria e fu promossa nella categoria superiore. L'impresa fu memorabile, ma durò per poco tempo: l'anno dopo infatti, la squadra retrocesse, ritornando nuovamente in 1ª Categoria. Si dovette aspettare il 1980 per rivedere la selezione nel campionato di Promozione.

### Il fallimento
La società, dopo essere retrocessa nelle categorie inferiori nel 1984, decise di acquistare il titolo del Capri, continuando a disputare il campionato di Promozione. Negli anni successivi la società ottenne risultati altalenanti, oscillando sempre tra categorie inferiori.

### La svolta
La delusione per le mancate promozioni fu grande finché maturò l'idea di fondere la società con le altre realtà calcistiche cittadine (1998), la cui denominazione fu "U.S.C. Aequa".
La squadra fu iscritta al campionato di 3ª categoria e, in pochi anni, vinse diversi campionati raggiungendo successivamente l'Eccellenza.

### Il Città di Vico Equense
Nel 2003 l'Aequa, la Juvequense e il Vico, si unirono dando vita all' "A.S. Città di Vico Equense", in modo tale da formare nuovamente un'unica realtà cittadina.
Il 20 aprile 2008 il Vico Equense ha conquistato la storica promozione in Serie D grazie al 4-3 in casa con la Real Ebolitana stabilendo inoltre il record di punti (79) in categoria.
Nella Serie D 2008-2009 la squadra si è classificata al secondo posto nel girone I alle spalle del Siracusa e nei successivi play-off ha raggiunto la finale venendo però sconfitta con il risultato di 1-3 da parte della Nocerina. Nonostante ciò ha conquistato per la prima volta nella sua storia la promozione in Lega Pro Seconda Divisione grazie al ripescaggio per completamento organici.
Nella Lega Pro Seconda Divisione 2009-2010 la società ha chiuso il campionato al penultimo posto conquistando comunque l'accesso ai play-out conto l'Isola Liri. La gara di andata in casa ha visto il Vico imporsi con il risultato di 2-0 ma in quella di ritorno è stato sconfitto dai laziali con lo stesso risultato e così, dopo una sola stagione tra i professionisti, è retrocessa in Serie D per il peggior piazzamento in classifica. Il 9 luglio 2010 ,inoltre, non si è iscritta al campionato di Serie D 2010-2011.
Per la stagione 2010-2011 è riuscita comunque ad iscriversi al campionato di Prima Categoria, vincendolo e conquistando l'aritmetica promozione il 7 maggio 2011 con un 4-1 casalingo contro il Ristor Lettere. L'anno seguente ha partecipato al campionato di promozione raggiungendo i play-off, venendo eliminata dal Positano. Nell'estate del 2012 è stata ripescata in Eccellenza insieme al Football Club Sant'Agnello. Il 9 maggio 2013 ha vinto il girone B di Eccellenza venendo promossa in Serie D.
Il Vico Equense Calcio 1958 (denominazione assunta dopo la promozione in Lega Pro) però, nonostante la promozione sul campo, non ha effettuato nuovamente l'iscrizione alla stagione successiva, sparendo così dal panorama calcistico campano. Ciò nonostante il calcio il Città non è scomparso grazie al titolo di serie D del Real SM Hyria, dando vita al F.C. Real Città di Vico Equense. Nel campionato di Serie D 2013-14 la squadra è arrivata ai play-out, che ha perso contro il Grottaglie, retrocedendo così in Eccellenza. L'anno seguente ha partecipato all'Eccellenza Campania girone B qualificandosi ai play-off. Dopo i playoff persi con la Scafatese non si è iscritta al successivo campionato perché il titolo della Real SM Hyria è tornato nel comune di San Giorgio a Cremano, non avendo mai ottenuto ufficialmente il cambio di denominazione e sede sociale. Una nuova società, denominata stavolta ufficialmente Real Città di Vico Equense Calcio 1958 è successivamente ripartita dalla Prima Categoria 2015-16 ma nel bel mezzo del campionato si è ritirata a causa di problemi societari. Nell'estate del 2016 dopo il fallimento del Real Vico, un'ulteriore nuova società è stata creata grazie al titolo del Millennium Bellavista S.C., club di Portici. È nato così l' F.C. Vico Equense 2016 che ha partecipato al Campionato di Prima Categoria Campania 2015-16 nel girone E, chiudendolo al primo posto e venendo quindi promosso in Promozione. Durante l'estate 2017 ha assunto ufficialmente la denominazione di A.S.D. Vico Equense 1958, grazie alla fusione tra Millennium Bellavista e la Scuola Calcio Giovanni Ferraro, riportando così la sede in città.Attualmente  non è iscritto in nessun campionato calcistico.

## Strutture
Il Vico Equense Calcio disputa le sue gare nello stadio comunale "Massaquano". Esso dispone di 1000 posti a sedere e un gabbiotto che funge da sala stampa. Vi sono tre spogliatoi, una terna arbitrale e una medicheria. Il campo è in erba sintetica. La società disputa anche le sue sedute di allenamento in questo stadio.

## Allenatori e presidenti
- 1958-1991 ...
- 1991-1992  Orrico[13]
- 1992-1993 ...
- 1993-1994  Palomba[14]
- 1994-2003 ...
- 2003-2004  Giovanni Macera
- 2004-2005  Giovanni Renna[15]
 Francesco Fabiano[15]
- 2005-2006  Mario Schettino[16]
- 2006-2007  Antonio Bonaiuto[17]
 Giovanni Ferraro[17]
- 2007-2010  Giovanni Ferraro[18]
- 2010-2012...
- 2012-2013  Luigi Sorianiello
- 2013-2014  Vincenzo Di Maio
- 2014-2015  Giovanni Macera
- 2018-2019  Tommaso Spano
- 2019-2020  Tommaso Spano
 Giovanni Ferraro
- 2020-apr. 2021  Francesco Nardo
- Apr. 2021-giu. 2021  Nunzio Di Somma
- 2021-2022  Cristian Ferrara
- 2022-2023  Salvatore Amato

 Angelo Teta
- 2023-2024  Pasquale Aiello

## Palmarès

### Competizioni regionali
- Eccellenza: 2

2007-2008 (girone B), 2012-2013 (girone B)
- Promozione: 1

2002-2003 (girone B)

### Altri piazzamenti
- Serie D:

Secondo posto: 2008-2009 (girone I)
- Eccellenza:

Terzo posto: 2003-2004 (girone B), 2004-2005 (girone B), 2005-2006 (girone B)
- Promozione:

Secondo posto: 2011-2012 (girone B), 2018-2019 (girone B)

## Statistiche e record

### Partecipazione ai campionati
| Livello | Categoria                  | Partecipazioni | Debutto   | Ultima stagione | Totale |
| ------- | -------------------------- | -------------- | --------- | --------------- | ------ |
| 4º      | Lega Pro Seconda Divisione | 1              | 2009-2010 | 2009-2010       | 1      |
| 5º      | Serie D                    | 2              | 2008-2009 | 2013-2014       | 2      |